# Asamblea Estatal de Wisconsin
La Asamblea Estatal de Wisconsin es la Cámara Baja de la Legislatura de Wisconsin. Junto con el Senado de Wisconsin, constituyen la rama legislativa del estado estadounidense de Wisconsin.
Los representantes son elegidos por períodos de dos años. Si se produce una vacante se cubre mediante una elección especial.
La Constitución de Wisconsin limita el tamaño de la Asamblea estatal entre 54 y 100 miembros inclusive. Desde 1973, el estado se ha dividido en 99 distritos repartidos entre el estado según la población determinada por el censo decenal, para un total de 99 representantes. De 1848 a 1853 hubo 66 distritos; de 1854 a 1856, 82 distritos; de 1857 a 1861, 97 distritos; y de 1862 a 1972, 100 distritos.
La Asamblea está fuertemente manipulada: los demócratas suelen ganar el voto popular, que se traduce en una mayoría republicana en la Asamblea. Según Oshkosh Northwestern, muchos expertos reconocen a Wisconsin como el estado con más gerrymandering en los Estados Unidos, una afirmación calificada como "principalmente cierta" por PolitiFact.
La cámara de la Asamblea está ubicada en el ala oeste del Capitolio de Wisconsin, en Madison.

## Historia
El 8 de julio de 2015, se presentó un caso ante la Corte de Distrito de Estados Unidos para el Distrito Oeste de Wisconsin, argumentando que el mapa de la Asamblea estatal de Wisconsin de 2011 era una manipulación partidista inconstitucional que favorecía a la legislatura controlada por los republicanos. Este caso se presentó ante el tribunal como Whitford vs. Gill.  El caso llegó a la Corte Suprema de los Estados Unidos, que anuló y devolvió el caso. La Corte Suprema sostuvo que el demandante que impugnaba el mapa de la asamblea estatal no tenía legitimación para demandar. El presidente de la Corte, John Roberts, afirmó que "una corte federal no es 'un foro para quejas generalizadas'", y que el requisito de una participación tan personal "garantiza que las cortes ejerzan un poder que es de naturaleza judicial". La jueza Elena Kagan presentó una opinión concurrente, a la que se unieron los jueces Ginsburg, Breyer y Sotomayor. El juez Thomas presentó una opinión concurriendo en parte y concurriendo en la sentencia.

## Salario y beneficios
Los representantes reciben un salario anual de $ 50,950.
Según un estudio de 1960, en ese momento los salarios y beneficios de la Asamblea eran tan bajos que en el condado de Milwaukee, los puestos en la Junta de Supervisores del condado y el Consejo Común de Milwaukee se consideraban más deseables que los puestos en la Asamblea, y un promedio del 23 % de los legisladores por Milwaukee no buscaron la reelección. No se vio que este patrón se mantuviera en la misma medida en el resto del estado, donde las oficinas locales tendían a pagar menos.